# Michał Stefanicki

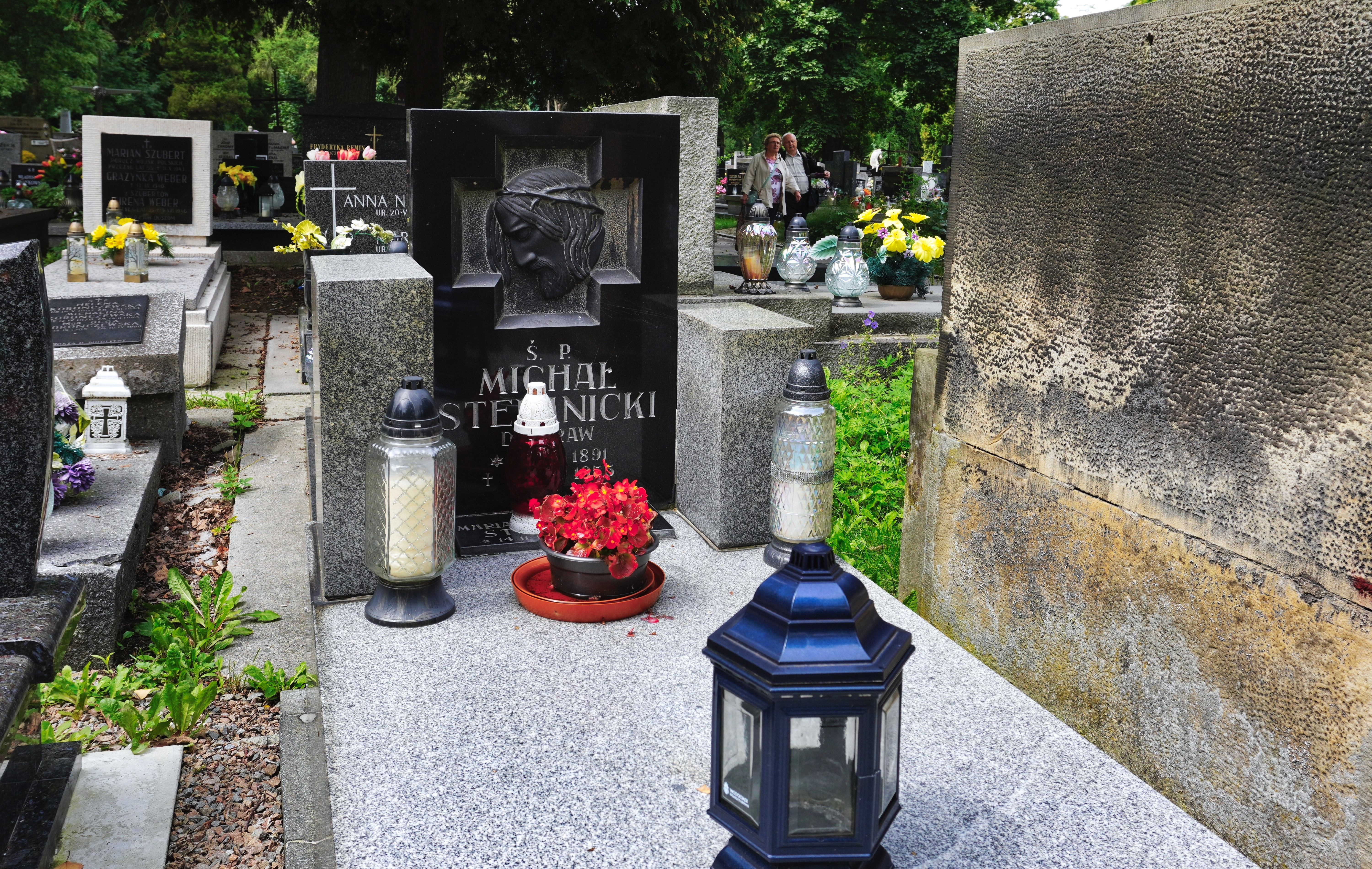
Grób Michała Stefanickiego na Cmentarzu Rakowickim w Krakowie

Michał Stefanicki (ur. 3 września 1891 w Kołomyi, zm. 28 lutego 1955 w Krakowie) – major dyplomowany piechoty Wojska Polskiego, starosta bydgoski.

## Życiorys
Urodził się 3 września 1891 roku w Kołomyi. W czasie I wojny światowej walczył w szeregach cesarskiej i królewskiej armii. Był podporucznikiem rezerwy 4 Bośniacko-Hercegowińskiego pułku piechoty.
19 sierpnia 1920 roku został zatwierdzony z dniem 1 kwietnia 1920 roku w stopniu kapitana, w piechocie, w grupie oficerów byłej armii austro-węgierskiej. Pełnił wówczas służbę w dowództwie 6 Armii. 1 czerwca 1921 roku nadal pełnił służbę w dowództwie 6 Armii, a jego oddziałem macierzystym był 51 pułk piechoty. Obok stopnia przysługiwał mu wówczas tytuł „przydzielony do Sztabu Generalnego”. 3 maja 1922 roku został zweryfikowany w stopniu majora ze starszeństwem z dniem 1 czerwca 1919 roku i 480. lokatą w korpusie oficerów piechoty, a jego oddziałem macierzystym był nadal 51 pułk piechoty. W 1923 roku pełnił służbę w Sztabie Dowództwa Okręgu Korpusu Nr VI we Lwowie na stanowisku szefa Oddziału III, pozostając oficerem nadetatowym 54 pułku piechoty w Tarnopolu. Z dniem 2 listopada 1923 roku został przydzielony z DOK VI do macierzystego pułku z jednoczesnym odkomenderowaniem do Wyższej Szkoły Wojennej w Warszawie, w charakterze słuchacza jednorocznego kursu doszkolenia. Z dniem 15 października 1924 roku, po ukończeniu kursu i otrzymaniu dyplomu naukowego oficera Sztabu Generalnego, został ponownie przydzielony do sztabu DOK VI. Pełnił służbę w Oddziale Ogólnym, którego szefem był wówczas pułkownik Juliusz Drapella. 23 maja 1927 roku został przeniesiony do 82 Syberyjskiego pułku piechoty w Brześciu na stanowisko dowódcy I batalionu. 31 października 1927 roku został przeniesiony do 26 pułku piechoty we Lwowie na stanowisko dowódcy III batalionu. Z dniem 31 grudnia 1928 roku został przeniesiony w stan spoczynku. W 1934 roku pozostawał w ewidencji Powiatowej Komendy Uzupełnień Lwów Miasto. Posiadał przydział do Oficerskiej Kadry Okręgowej Nr VI. Był wówczas „w dyspozycji dowódcy Okręgu Korpusu Nr VI”.
W lipcu 1934 roku został mianowany starostą grodzkim i powiatowym w Bydgoszczy. 4 grudnia 1934 roku wszedł w skład Rady Artystyczno-Kulturalnej miasta Bydgoszczy.
W 1945 roku został zarejestrowany w Państwowym Urzędzie Repatriacyjnym w Krakowie .
Zmarł 28 lutego 1955 roku w Krakowie. Pochowany na cmentarzu Rakowickim (kwatera LXX-59-17).

## Ordery i odznaczenia
- Krzyż Walecznych (czterokrotnie – „za czyny męstwa i odwagi wykazane w bojach toczonych w latach 1918–1921”)
- Odznaka pamiątkowa "Orlęta"
- Srebrny Medal Waleczności 2 klasy (Austro-Węgry)
- Brązowy Medal Waleczności (Austro-Węgry)
- Złoty z mieczami Medal Zasługi Wojskowej (Austro-Węgry)
- Krzyż Wojskowy Karola (Austro-Węgry)
- Medal Rannych (Austro-Węgry)